# 日和坊
日和坊（ひよりぼう）は、日本に伝わる妖怪。

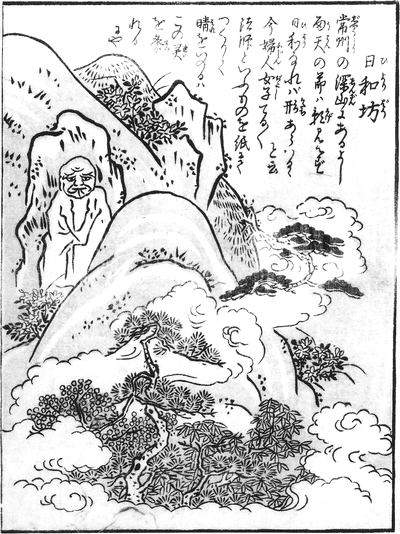
鳥山石燕『今昔画図続百鬼』より「日和坊」

常陸国の山に現れる。晴れを司る妖怪なので、雨天時には姿を見せないとされる。
鳥山石燕の妖怪画集『今昔画図続百鬼』の解説文によれば、てるてる坊主を吊るして晴れを祈るのは、この妖怪の霊を祀るものとされる。
民俗学者・藤沢衛彦の説によれば、日和坊は中国の魃（日照り神）と同一のものとされる。また民俗学者・宮田登によれば、西日本ではてるてる坊主のことを日和坊主と呼ぶそうである。